# 深日港站
深日港站（日语：／ Fukekō eki */?）是位於大阪府泉南郡岬町深日2535番地，南海電氣鐵道（南海）的多奈川線車站。車站編號為NK41-2。

## 歷史
- 1948年（昭和23年）11月3日 - 多奈川線深日町站至多奈川站之間開設此站。

## 車站構造
車站是一座地面車站，設有1面1線的單式月台。此站是多奈川線車站唯一開設當初不可列車交會的車站。
月台位於車站北邊。隨著直通急行廢止，由於沒有長編成的列車駛入此站，因此月台部分位置加設柵欄（本來月台可容納6卡編成）。另外，車站大樓位於月台靠近岬公園站一方，曾經在繁忙時期設有臨時檢票口，現時已經停用。此站設有廁所。

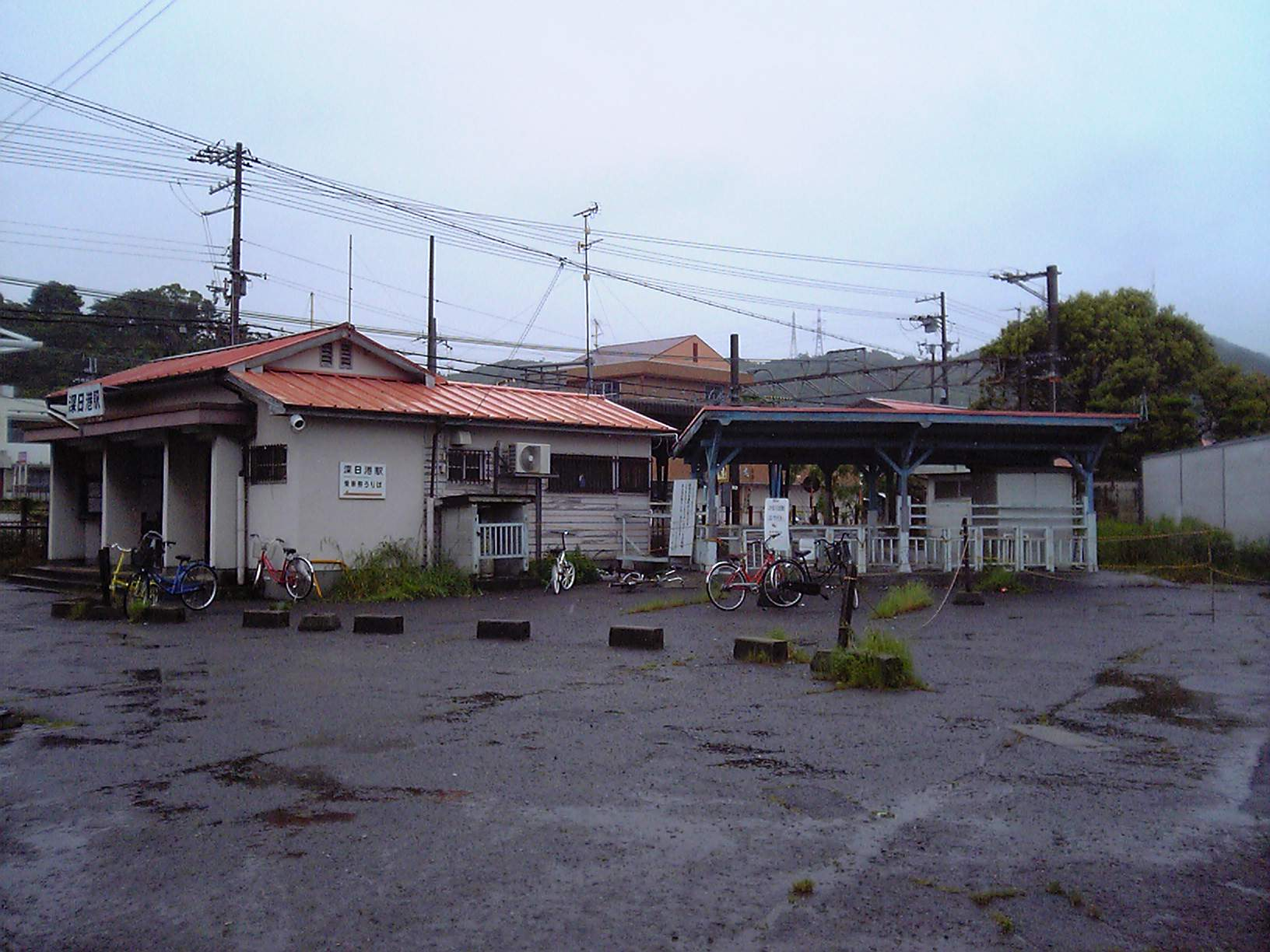
臨時檢票口（2010年5月）
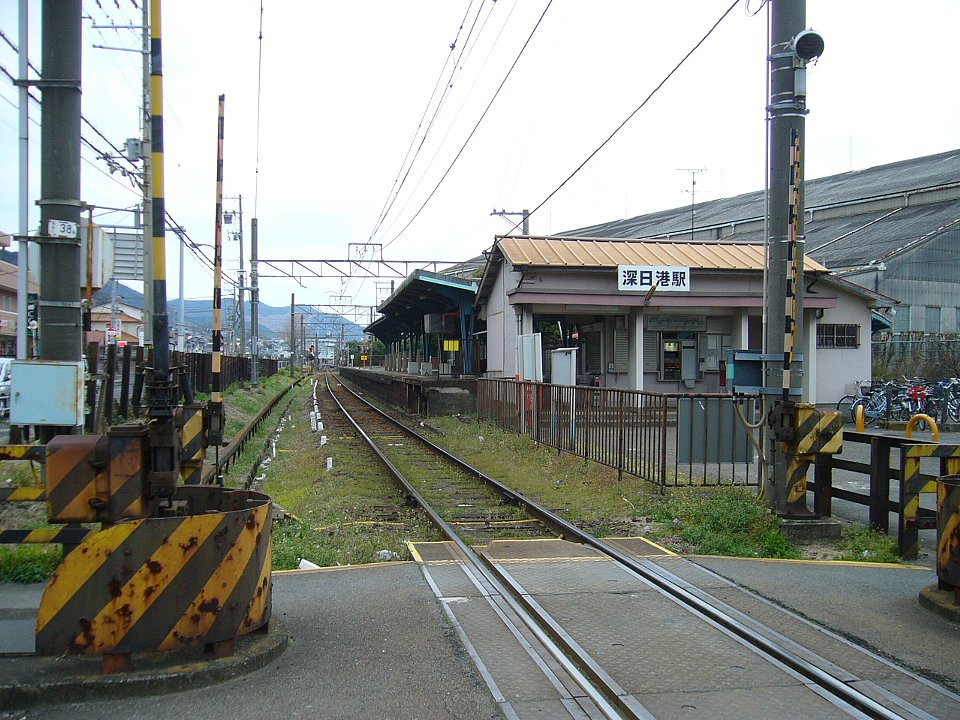
車站大樓與站內
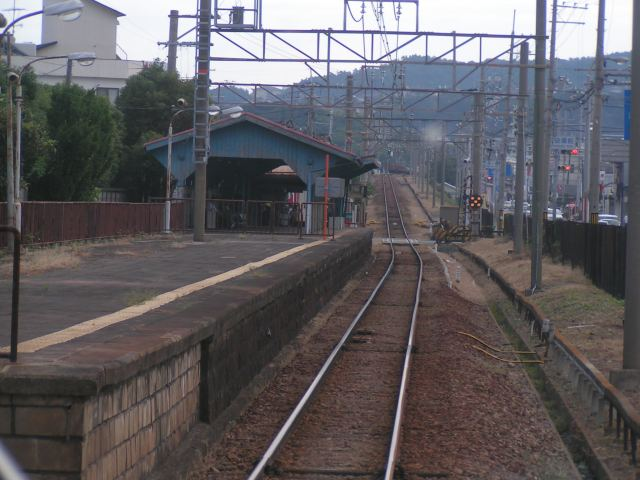
車站岬公園方向（2005年10月拍攝）

## 使用狀況
在2019年度調査結果中，1日的平均上下車人次為697人。在南海所有車站（100座車站）中排名76位。

## 車站周邊
車站南邊設有岬町公所，在町公所前設有町內巡回巴士迷你循環巴士岬前往各方向。另外，於車站步行圈內設有大桑與岬綠丘郵局。
車站北邊為深日港，該處曾經設有前往淡路島方向的大阪灣渡輪、深日海運服務，也有前往德島方向的德島渡輪。但是，德島航線隨著大鳴門橋開通後被取消。而淡路航線隨著關西國際機場啟用後改於泉佐野港出發。此站曾經前往友島的航線，該航線暫停服務後再開時改在加太港出發。現時深日港沒有定期旅客航線。

## 相鄰車站
南海電氣鐵道
 多奈川線
深日町（NK41-1）－深日港（NK41-2）－多奈川（NK41-3）

## 注腳
1. ↑  乗降人員｜南海沿線の魅力｜大阪・なんばの交通広告なら株式会社アド南海 （页面存档备份，存于）（日語）

## 外部連結
- 深日港 - 南海電氣鐵道（日語）